# 카스텔구이도네
카스텔구이도네(이탈리아어: Castelguidone)는 이탈리아 아브루초주 키에티도에 있는 코무네이다.